# Scheepshandel
Scheepshandel (ofwel scheepsmarkt of scheepvaartmarkt) is de handel in schepen en goederenvervoer per schip. Het kan opgesplitst worden in 4 aparte markten of soorten handel:
1. de vrachthandel
2. de koop- en verkoophandel
3. de scheepsbouwhandel
4. de sloophandel

## Scheepshandelcyclus
Er is een hoge correlatie tussen deze vier markten onderling. De interactie tussen de vier domeinen zorgt voor de scheepshandelcyclus:
- In het begin stijgen de vrachtprijzen en stroomt er dus geld binnen.
- Hierdoor kunnen scheepseigenaren duurdere tweedehands schepen kopen.
- Dit zorgt voor een stijging van de prijzen op de koop- en verkoophandel, waardoor het interessanter wordt om nieuwe schepen te kopen. Dit zorgt voor een bloei in de nieuwbouwhandel.
- Eens deze nieuwe schepen in gebruik worden genomen, zakt de vrachtprijs omdat er een groter aanbod is aan vervoerders. Rederijen kunnen het hierdoor moeilijk krijgen en zullen genoodzaakt zijn om schepen te verkopen op de tweedehandsmarkt. De oudere schepen op de tweedehandsmarkt krijgt men niet meer verkocht en worden vervolgens aangeboden op de sloopmarkt. Dit zorgt ervoor dat er weer minder schepen zijn om vracht te vervoeren, waardoor de vrachtprijzen opnieuw stijgen en de cirkel rond is.

## Soorten handel

### Vrachthandel
Hierbij gaat het om de goederen die vervoerd worden. De vrachtprijs is de grootste bron van inkomsten voor een rederij of scheepseigenaar. De markt zorgt ervoor dat er geld in de scheepsindustrie wordt gebracht.
De persoon die goederen wil vervoeren (de verkoper) kan een van de volgende contracten afsluiten met een rederij:
- Tijdsbevrachting (time charter): Tijdsbevrachting is een contract voor de huur van een schip voor een bepaalde periode. Deze periode kan variëren van enkele weken of maanden tot de tijd die nodig is voor de voltooiing van een enkele reis. Gedurende dit contract kan de huurder van het schip zoveel reizen maken met het schip als praktisch mogelijk is.
- Reisbevrachting (voyage charter): Reisbevrachting is een contract voor het transport voor een specifieke lading tussen vooraf bepaalde havens aan een vooraf bepaalde prijs.
- Contract van bevrachting (contract of affreightment): Een contract van bevrachting geldt zoals een reisbevrachting voor een enkele reis. Bij deze heeft de scheepseigenaar echter de volledige vrijheid. Er wordt geen specifiek schip aangeduid, wat de scheepseigenaar de mogelijkheid geeft om zijn schip/schepen op de meest efficiënte wijze te beheren.
- Rompbevrachting (cargo- of bareboat charter): het hele schip, zonder bemanning. De bevrachter moet zelf instaan voor de voorzieningen en de bemanning van het schip. Dit geeft de bevrachter de volledige controle over het schip.

De markt bestaat uit drie partijen:
- De reder: De scheepseigenaar stelt zijn schip ter beschikking van de bevrachter. Hij rust het schip uit met de nodige voorzieningen en bemanning en beheert het schip. Soms zijn een deel van deze taken echter de verantwoordelijkheid van de bevrachter.
- De bevrachter: De bevrachter huurt een schip of een deel van een schip om zijn lading te vervoeren.
- De cargadoor (scheepsmakelaar): We kunnen een onderscheid maken tussen de transportmakelaar en de scheepsmakelaar. De transportmakelaar is een persoon die twee of meer personen met elkaar in contact brengt om op die manier een contract af te sluiten. De scheepsmakelaar is een persoon die in opdracht van de scheepseigenaar op zoek gaat naar de meest interessante lading voor zijn schip.

### Koop- en verkoophandel
De handel van tweedehands schepen tussen scheepseigenaren. Deze handel heeft geen invloed op de totale scheepscapaciteit of op de totale hoeveelheid geld circulerend in de scheepsindustrie (schip gaat van één eigenaar naar een andere).
De aan- en verkoopmarkt speelt een minder belangrijke rol dan de andere drie markten. Als men investeert in een tweedehands schip gaat het meestal om een transactie tussen twee scheepseigenaren. De hoeveelheid geld in omloop binnen deze markt blijft dus ongewijzigd.
De prijzen van tweedehands schepen zijn erg volatiel. De prijs is afhankelijk van onder andere de vrachtprijzen, ouderdom van het schip, toekomstverwachtingen etc.
Om het proces te vergemakkelijken, zal de verkoper van het schip in de meeste gevallen een tussenpersoon (makelaar) aanstellen.
Er zijn vier stadia voor de aan- en verkoop van een schip:
1. Onderhandelen
2. Memorandum van overeenstemming
3. Inspecties
4. Afsluiten van de koopovereenkomst

### Scheepsbouwhandel
De rederij of scheepseigenaar bestelt een nieuw schip bij een scheepswerf. Het kan 2 tot 3 jaar duren om een schip te bouwen. Door de bouw van nieuwe schepen wordt de totale capaciteit vergroot, maar vloeit er geld uit de industrie (voor materialen, werk, etc.).
Als de vrachttarieven hoog zijn, zullen scheepseigenaren sneller geneigd zijn om nieuwe schepen te bestellen. Deze schepen zullen echter pas 2 tot 3 jaar later op de markt beschikbaar zijn. Gedurende deze periode kunnen de marktcondities drastisch veranderen en kan er bijgevolg een overaanbod ontstaan van bepaalde type schepen. Dit is tevens de reden waarom nieuwe schepen niet altijd duurder zijn dan gelijkaardige tweedehands schepen.

### Sloophandel
Hierbij betalen slopers geld aan de scheepseigenaar om het schip af te breken. Na een bepaalde levensduur zal een schip gesloopt worden. Het schip wordt ontmanteld en het schroot zal verkocht worden. De sloopprijzen zijn afhankelijk van de vraag naar schroot. Vooral tijdens recessies vormt dit een belangrijke bron van inkomsten.
De totale scheepscapaciteit wordt kleiner door sloop, maar komt er weer vers geld in de scheepsindustrie. Vooral tijdens recessies vormt dit een belangrijke bron van inkomsten voor scheepseigenaren.